# Edward Kienholz
Edward Kienholz (Fairfield, Washington, 1927. október 23. – Hope, Idaho, 1994. június 10.) amerikai installációs művész, aki munkájával élesen kritizálta a modern élet külsőségeit. Gyakran dolgozott együtt feleségével, Nancy Reddin Kienholz-cal, 1972-től haláláig.

## Pályafutásának kezdete
Egy farmon nőtt fel Washington állam keleti részén, fiatalon ácsmesterséget és mechanikai alapismereteket tanult. Az Eastern Washington College of Educationben tanult, de nem vett részt semmilyen formális művészi oktatásban. Több mellékállás után dolgozott pszichiátriai ápolóként, használtautó-kereskedőként, dekoratőrként és házaló ügynökként, de menedzselt egy tánccsoportot is.
Los Angelesben telepedett le és a környék más avantgárd művészeivel galériát nyitott. 1956-ban megalapította a NOW Galleryt, majd 1957-ben Walter Hopps-szal közösen a Ferus Galleryt. 1961-ben befejezte első installációját, a „roxys”-t , amely 1968-ban felháborodást keltett a Documenta 4 kiállításon.
A művészeti oktatás hiányának pótlása érdekében, Kienholz munkáiban mechanikai tanulmányait kezdte hasznosítani. Festményeit és assemblage-ait az utca szemetéből és más anyagokból kezdte el készíteni. 1960-ban visszavonult a Ferus Gallery-től, hogy saját művészetére koncentrálhasson, szabad lábakon álló, nagy méretű környezeti kiegészítőket kreálhasson. Kienholz assemblage-ai keresett tárggyá, a modern létezés törmelékeivé váltak, gyakran ábrázoltak a valós életből vett jeleneteket. Egyszerre volt vulgáris, brutális és borzalmas, szembesítette a nézőt egy kérdéssel, mely az emberi létezésről és a huszadik század embertelen társadalmáról szólt. Munkájában gyakran megjelent a Funk art mozgalom, amely San Franciscóból indult az 1960-as években.

## Együttműködés Nancy Reddinnel
Az 1970-es évek elején Kienholz elismert művészként dolgozott Berlinben feleségével és munkatársával, Nancy Reddinnel, akivel 1972-ben ismerkedett meg Los Angelesben. Munkáikat nagy mértékű éljenzés fogadta, különösen Európában. Legfontosabb munkái ebben az időszakban készültek el. 1973-ban a German Academic Exchange Service Edward vendégművésze volt Berlinben és 1975-ben neki ítélték a Guggenheim-díjat. 1977-ben megnyitotta a "The Faith and Charity" (becsület és jóság)-ot a Hope Gallery-ben Nancy Reddin-el. 1973-ban Kienholz és Reddin Los Angelesből Hope-ba, Idaho államba költöztek és a következő 20 évet felváltva Berlin és Idaho között töltötték el. Kienholz 1994-ben halt meg Idaho-ban.